# Abeille Gélinas
Pour les articles homonymes, voir Gélinas.
Abeille Gélinas (appelée aussi DJ Abeille), est une disc jockey, animatrice et actrice québécoise, née le 12 juillet 1979.

## Biographie
Née Abeille Violaine Myriam Éloïse Gélinas le 12 juillet 1979, elle est la sœur de Mitsou Gélinas et la petite-fille de Gratien Gélinas. 

## Filmographie
- 1992-1993 : Watatatow (série TV) : Violaine Godin  (Crédité Violaine Gélinas)
- 1993 : Le Sexe des étoiles : copine de Lucky  (Crédité Violaine Gélinas)
- 1995-1996 : Chambres en ville (série TV) : Moon Shadow  (Crédité Violaine Gélinas)
- 1996 : Caboose : punkette
- 2000 : Eyeball Eddie : Cafeteria Girl
- 2001-2002 : Weirdsister College (en) (série TV) : Cas Crowfeather
- 2004 : La Mise finale (The Last Casino) (téléfilm) : volontaire #2
- 2004 : Bébé à vendre (téléfilm) : colocataire de Janka
- 2005 : Pure (en) : Sabrina
- 2007 : Si j'étais toi : fille avec Justin
- 2009 : 3 saisons (en) : Chantal